# Till dig ur hjärtegrunden
Till dig ur hjärtegrunden är en fransk psalm av Clément Marot från 1539. Den översattes till tyska av Ambrosius Lobwasser 1573. Enligt Högmarck (1736) är översättningen till svenska utförd av Laurentius Wallius  och har 1625 bearbetats av Lars Wivallius till den psalm som 1819 fick titelraden "Till dig av hjärtans grunde". Psalmens senaste bearbetning stod Anders Frostenson för 1980 då titelraden blev ny. Psalmen har sin grund i Psaltarpsalm nr 130, liksom psalmen Ur djupen ropar jag till dig.
Psalmen inleds 1695 med orden:
Til tigh af hiertans grunde
I min nödh ropar jagh
Melodin är enligt 1986 års psalmbok en tonsättning från "Strassburg 1539", eller möjligen 1542 som enligt Koralbok för Nya psalmer, 1921 också används till psalmen För hednavärlden vida (1921 nr 546). I den koralbok som då också innehöll 1819 års psalmer kallas melodin "gammal fransk folkmelodi" och där framgår att melodin är hämtad ur La forme des prières et chants ecclésiastiques som publicerades 1542 i Genève och oförändrad sen 1695 års psalmbok. Melodin anges därtill vara densamma som Haeffners koralbok nr 33 vilket borde syfta på 1819 års psalm nr 33 (Jag lyfter mina händer), men dess melodi har 1921 ändrats till en tonsättning med helt annat ursprung. Enligt 1697 års koralbok användes samma melodi för psalmerna Säg Herre, huru länge Wil tu förgäta migh (1695 nr 33), Min Gud jag nu åkallar (1695 nr 73) och Jag lyfter mina händer (1695 nr 95, 1819 nr 33) vilken i senare psalmböcker har flera olika melodivarianter.

## Publicerad som
- ”TIl tigh aff hiertans grunde” i Lars Wivallius 2 Andelighe Wijsor (1625)
- Nr 100 i 1695 års psalmbok med titeln "Til tigh af hiertans grunde", under rubriken "Konung Davids Psalmer"
- Nr 183 i 1819 års psalmbok med titeln "Till dig av hjärtans grunde", under rubriken "Nådens ordning: Omvändelsen: Ånger och tro (botpsalmer)".
- Nr 279 i 1937 års psalmbok med titeln "Till dig av hjärtans grunde", under rubriken "Bättring och omvändelse".
- Nr 538 i 1986 års psalmbok under rubriken "Bättring - omvändelse".
- Nr 359 i Svensk psalmbok för den evangelisk-lutherska kyrkan i Finland (1986) under rubriken "Nöd och nåd" med något annorlunda text än i Den svenska psalmboken.